# Parc Mattos Netto
Le parc Mattos Netto (en espagnol : Parque Mattos Netto) est un petit parc public aménagé à Salto, ville de l'Uruguay et capitale du  département de Salto. Il est situé le long du fleuve Uruguay sur la Costanera Sud.

## Localisation
Bordant le río Uruguay, sur sa rive gauche, il est situé au nord du Barrio Saladero duquel il relève. Contigu au site portuaire, ce parc d'agrément se trouve à deux kilomètres à l'est du Parc Harriague.

## Description
L'attraction du parc Mattos Netto tient à sa curieuse tour en briques orange qui a été  érigée en 1875 et qui est l'unique vestige à avoir été préservé. Cette ancienne cheminée est couronnée d'un bronze à l'effigie d'une vache qui symbolise l'ancienne industrie de salaison de viande à Salto. Cette activité économique était fondée sur des entreprises privées travaillant le cuir, issu des tanneries, mais surtout des anciens abattoirs où la viande de boeuf était salée d'où l'origine et le sens du mot espagnol « saladero ». Les « saladeros » comportaient également de grandes caves à sel pour conserver la viande découpée. Cette usine était l'ancien saladero « La Conserva » dont un architecte, Armando I. Barbieri, préserva la cheminée comme symbole d'un passé industriel révolu à Salto.
L'autre intérêt du parc est sa position sur la rambla de la Costanera sud longeant la rive gauche du río Uruguay que borde une longue balustrade blanche. C'est un des nombreux parcs richement arborés de la ville qui, par sa position de belvédère, est réputé pour offrir un beau panorama sur le port de Salto et sur le río Uruguay. Il est surnommé le « balcon sur le fleuve » (en espagnol : balconada al río).
Agrémenté d'arbres et d'arbustes, ce parc est accessible par la rambla Costanera sud qui la met en contact  direct avec la zone portuaire en contrebas.